# Aeroportul Regional Ruston
Aeroportul Regional Ruston (IATA: RSN, ICAO: KRSN, FAA LID: RSN) este un aeroport din Louisiana, Statele Unite ale Americii ce deservește zona Ruston⁠(d). Aeroportul a fost tranzitat în 2019 de 70 de pasageri. A fost numit după zona deservită.
Situat la o altitudine de 95 m, aeroportul dispune de 1 pistă.

## Infrastructură

### Piste
Aeroportul dispune de o singură pistă. Pista 18/36 are suprafața de asfalt și dimensiunile 5.000 picioare × 100 picioare. 